# Aki et morue salée
L'aki et morue salée est le plat national jamaïcain préparé avec de l'aki et de la morue salée.

## Histoire
L'aki (Blighia sapida) est le fruit national de la Jamaïque. Il a été importé du Ghana dans les Caraïbes avant 1725, l'aki étant un autre nom pour le peuple akan, Akyems. Le nom scientifique du fruit rend hommage au capitaine William Bligh qui a apporté le fruit de la Jamaïque aux jardins botaniques royaux de Kew, en Angleterre, en 1793, et l'a présenté à la science. Comme certaines parties du fruit sont toxiques, comme les arilles avant l'ouverture de l'enveloppe au stade de la maturation, il existe des restrictions à l'importation dans des pays comme les États-Unis. La morue salée, quant à elle, a été introduite en Jamaïque pour les esclaves comme source de protéines durables et peu coûteuses.

## Préparation
Pour préparer le plat, la morue salée est sautée avec de l'aki bouilli, des oignons, des piments Scotch bonnet, des tomates, puis assaisonnée avec des épices comme le poivre et le paprika. Elle peut être garnie de bacon et de tomates, et est généralement servie au petit déjeuner avec du fruit à pain, du pain à pâte dure, des boulettes ou des bananes vertes bouillies,.
L'aki et morue salée peuvent également être consommés avec du riz et des pois ou du riz blanc ordinaire,. Lorsque les assaisonnements (oignon, ciboule, thym, ail) et la morue salée sont combinés avec du riz ordinaire, on parle souvent de « riz assaisonné », qui peut être un repas en une seule fois incluant l'aki.

## Dans la culture populaire
L'aki et morue salée sont largement considérés comme le plat national de la Jamaïque,,. Selon The Guardian, le sprinter jamaïcain Usain Bolt prend souvent de l'aki et morue salée au petit déjeuner.